# تنگیز خوبولوری
تنگیز خوبولوری (انگلیسی: Tengiz Khubuluri؛ زادهٔ ۲۴ مه ۱۹۵۵) جودوکار گرجی‌تبار اهل شوروی بود.
وی در مسابقات کشوری و بین‌المللی در مجموع برندهٔ ۴ مدال طلا، ۲ مدال نقره شده‌است.